# Легка атлетика на літніх Олімпійських іграх 1952
Змагання з легкої атлетики на літніх Олімпійських іграх 1952 були проведені з 20 по 27 липня в Гельсінкі на Олімпійському стадіоні.
Змагання з марафонського бігу та спортивної ходьби на 50 кілометрів відбувались на шосейних трасах зі стартом та фінішем на стадіоні.
Гельсінська олімпіада стала першою, в якій взяли участь радянські легкоатлети.

## Призери

### Чоловіки
| Дисципліни                | Золото                                                      | Золото             | Срібло                                                          | Срібло             | Бронза                                                                   | Бронза             |
| ------------------------- | ----------------------------------------------------------- | ------------------ | --------------------------------------------------------------- | ------------------ | ------------------------------------------------------------------------ | ------------------ |
| 100 метрів                | Лінді Реміджино · США                                       | 10,4 (10,79)       | Герб Мак-Кенлі · Ямайка                                         | 10,4 (10,80)       | Мак-Дональд Бейлі · Велика Британія                                      | 10,4 (10,83)       |
| 200 метрів                | Енді Стенфілд · США                                         | 20,7 (20,81)       | Тейн Бейкер · США                                               | 20,8 (20,97)       | Джеймс Гатерс · США                                                      | 20,8 (21,08)       |
| 400 метрів                | Джордж Роден · Ямайка                                       | 45,9 (46,09)       | Герб Мак-Кенлі · Ямайка                                         | 45,9 (46,20)       | Оллі Метсон · США                                                        | 46,8 (46,94)       |
| 800 метрів                | Мел Вітфілд · США                                           | 1.49,2 (1.49,34)   | Артур Вінт · Ямайка                                             | 1.49,4 (1.49,63)   | Гайнц Ульцгаймер · Німеччина                                             | 1.49,7 (1.49,78)   |
| 1500 метрів               | Жозеф Бартель · Люксембург                                  | 3.45,2 (3.45,28)   | Боб Мак-Міллен · США                                            | 3.45,2 (3.45,39)   | Вернер Люг · Німеччина                                                   | 3.45,4 (3.45,67)   |
| 5000 метрів               | Еміль Затопек · Чехословаччина                              | 14.06,6 (14.06,72) | Ален Мімун · Франція                                            | 14.07,4 (14.07,58) | Герберт Шаде · Німеччина                                                 | 14.08,6 (14.08,80) |
| 10000 метрів              | Еміль Затопек · Чехословаччина                              | 29.17,0            | Ален Мімун · Франція                                            | 29.32,8            | Олександр Ануфрієв · СРСР                                                | 29.48,2            |
| 110 метрів з бар'єрами    | Гаррісон Діллард · США                                      | 13,7 (13,91)       | Джек Девіс · США                                                | 13,7 (14,00)       | Артур Барнард · США                                                      | 14,1 (14,40)       |
| 400 метрів з бар'єрами    | Чарльз Мур · США                                            | 50,8 (51,06)       | Юрій Літуєв · СРСР                                              | 51,3 (51,51)       | Джон Голланд · Нова Зеландія                                             | 52,2 (52,26)       |
| 3000 метрів з перешкодами | Горас Ашенфельтер · США                                     | 8.45,4 (8.45,68)   | Володимир Казанцев · СРСР                                       | 8.51,6 (8.51,52)   | Джон Дізлі · Нова Зеландія                                               | 8.51,8 (8.51,84)   |
| 4×100 метрів              | США Дін Сміт Гаррісон Діллард Лінді Реміджино Енді Стенфілд | 40,1 (40,26)       | СРСР Борис Токарев Леван Каляєв Леван Санадзе Володимир Сухарев | 40,3 (40,58)       | Угорщина Заранді Ласло Варашді Геза Чаньї Дьйордьї Гольдованьї Бела      | 40,5 (40,83)       |
| 4×400 метрів              | Ямайка Артур Вінт Леслі Лайн Герб Мак-Кенлі Джордж Роден    | 3.03,9 (3.04,04)   | США Оллі Метсон Джеррард Коул Чарльз Мур Мел Вітфілд            | 3.04,0 (3.04,21)   | Німеччина Гюнтер Штайнес Ганс Гайстер Гайнц Ульцгаймер Карл-Фрідріх Гаас | 3.06,6 (3.06,78)   |
| Ходьба 10000 метрів       | Йон Мікаельссон · Швеція                                    | 45.02,8 (45.02,85) | Фріц Шваб · Швейцарія                                           | 45.41,0 (45.41,03) | Бруно Юнк · СРСР                                                         | 45.41,0 (45.41,05) |
|                           |                                                             |                    |                                                                 |                    |                                                                          |                    |
| Марафон                   | Еміль Затопек · Чехословаччина                              | 2:23.03,2          | Рейнальдо Горно · Аргентина                                     | 2:25.35,0          | Густаф Янссон · Швеція                                                   | 2:26.07,0          |
| Ходьба 50 кілометрів      | Джузеппе Дордоні · Італія                                   | 4:28.07,8          | Йозеф Долежал · Чехословаччина                                  | 4:30.17,8          | Рока Анталь · Угорщина                                                   | 4:31.27,2          |
|                           |                                                             |                    |                                                                 |                    |                                                                          |                    |
| Стрибки у висоту          | Волт Девіс · США                                            | 2,04               | Кен Візнер · США                                                | 2,01               | Жозе де Консейсан · Бразилія                                             | 1,98               |
| Стрибки з жердиною        | Боб Річардс · США                                           | 4,55               | Дон Лаз · США                                                   | 4,50               | Рагнар Лундберг · Швеція                                                 | 4,40               |
| Стрибки у довжину         | Джером Біффл · США                                          | 7,57               | Мередіт Гурдін · США                                            | 7,53               | Фельдеші Еден · Угорщина                                                 | 7,30               |
| Потрійний стрибок         | Адемар Феррейра да Сілва · Бразилія                         | 16,22              | Леонід Щербаков · СРСР                                          | 15,98              | Аснольдо Девоніш · Венесуела                                             | 15,52              |
| Штовхання ядра            | Перрі О'Браєн · США                                         | 17,41              | Деррой Гупер · США                                              | 17,39              | Джим Фукс · США                                                          | 17,06              |
| Метання диска             | Сім Інесс · США                                             | 55,03              | Адольфо Консоліні · Італія                                      | 53,78              | Джеймс Ділліон · США                                                     | 53,28              |
| Метання молота            | Йожеф Чермак · Угорщина                                     | 60,34              | Карл Шторх · Німеччина                                          | 58,86              | Імре Немет · Угорщина                                                    | 57,74              |
| Метання списа             | Сай Янг · США                                               | 73,78              | Білл Міллер · США                                               | 72,46              | Тойво Хюютіяйнен · Фінляндія                                             | 71,89              |
|                           |                                                             |                    |                                                                 |                    |                                                                          |                    |
| Десятиборство             | Боб Матіас · США                                            | 7887               | Мілт Кемпбелл · США                                             | 6975               | Флойд Сіммонс · США                                                      | 6788               |

### Жінки
| Дисципліни            | Золото                                               | Золото       | Срібло                                                         | Срібло       | Бронза                                                                | Бронза       |
| --------------------- | ---------------------------------------------------- | ------------ | -------------------------------------------------------------- | ------------ | --------------------------------------------------------------------- | ------------ |
| 100 метрів            | Марджорі Джексон · Австралія                         | 11,5 (11,67) | Дафне Робб-Гасеньягер · Південно-Африканська Республіка        | 11,8 (12,05) | Ширлі Стрікленд · Австралія                                           | 11,9 (12,12) |
| 200 метрів            | Марджорі Джексон · Австралія                         | 23,7 (23,89) | Берта Брауер · Нідерланди                                      | 24,2 (24,25) | Надія Хникіна · СРСР                                                  | 24,2 (24,37) |
| 80 метрів з бар'єрами | Ширлі Стрікленд · Австралія                          | 10,9 (11,01) | Марія Голубнича · СРСР                                         | 11,1 (11,24) | Марія Зандер · Німеччина                                              | 11,1 (11,38) |
| 4×100 метрів          | США Мей Феггс Кетрін Гарді Барбара Джонс Джанет Моро | 45,9 (46,14) | Німеччина Хельга Кляйн Урсула Кнаб Марга Петерзен Марія Зандер | 45,9 (46,18) | Велика Британія Хезер Армітадж Сільвія Чізман Джин Дефорж Джун Фоулдс | 46,2 (46,41) |
|                       |                                                      |              |                                                                |              |                                                                       |              |
| Стрибки у висоту      | Естер Бранд · Південно-Африканська Республіка        | 1,67         | Шейла Лервілл · Велика Британія                                | 1,65         | Олександра Чудіна · СРСР                                              | 1,63         |
| Стрибки у довжину     | Іветт Вільямс · Нова Зеландія                        | 6,24         | Олександра Чудіна · СРСР                                       | 6,14         | Ширлі Коулі · Велика Британія                                         | 5,92         |
| Штовхання ядра        | Галина Зибіна · СРСР                                 | 15,28        | Маріанне Вернер · Німеччина                                    | 14,57        | Клавдія Точонова · СРСР                                               | 14,50        |
| Метання диска         | Ніна Пономарьова · СРСР                              | 51,42        | Єлізавета Багрянцева · СРСР                                    | 47,08        | Ніна Думбадзе · СРСР                                                  | 46,27        |
| Метання списа         | Дана Затопкова · Чехословаччина                      | 50,47        | Олександра Чудіна · СРСР                                       | 50,01        | Олена Горчакова · СРСР                                                | 49,76        |

## Медальний залік
| Місце | Країна                     | Золото | Срібло | Бронза | Загалом |
| ----- | -------------------------- | ------ | ------ | ------ | ------- |
| 1     | США                        | 15     | 10     | 6      | 31      |
| 2     | Чехословаччина             | 4      | 1      | 0      | 5       |
| 3     | Австралія                  | 3      | 0      | 1      | 4       |
| 4     | СРСР                       | 2      | 8      | 7      | 17      |
| 5     | Ямайка                     | 2      | 3      | 0      | 5       |
| 6     | Італія                     | 1      | 1      | 0      | 1       |
| 6     | Південно-Африканський Союз | 1      | 1      | 0      | 1       |
| 8     | Угорщина                   | 1      | 0      | 4      | 5       |
| 9     | Швеція                     | 1      | 0      | 2      | 3       |
| 10    | Бразилія                   | 1      | 0      | 1      | 2       |
| 10    | Нова Зеландія              | 1      | 0      | 1      | 2       |
| 12    | Люксембург                 | 1      | 0      | 0      | 1       |
| 13    | Німеччина                  | 0      | 3      | 5      | 8       |
| 14    | Франція                    | 0      | 2      | 0      | 2       |
| 15    | Велика Британія            | 0      | 1      | 4      | 5       |
| 16    | Аргентина                  | 0      | 1      | 0      | 1       |
| 16    | Нідерланди                 | 0      | 1      | 0      | 1       |
| 16    | Швейцарія                  | 0      | 1      | 0      | 1       |
| 19    | Фінляндія                  | 0      | 0      | 1      | 1       |
| 19    | Венесуела                  | 0      | 0      | 1      | 1       |